# Evolve (альбом)
Evolve — третій студійний альбом американського гурту Imagine Dragons, представлений 23 червня 2017 року. Платівка досягла 2 позиції у американському чарті Billboard 200 та отримала посередні відгуки від критиків. Перед виходом власне альбому гурт представив 3 сингли: «Believer», «Thunder» і «Whatever It Takes». Evolve було номіновано на Греммі у номінації «Найкращий вокальний поп-альбом».

## Список композицій
| #     | Назва                    | Тривалість |
| ----- | ------------------------ | ---------- |
| 1.    | «I Don’t Know Why»       | 3:10       |
| 2.    | «Whatever It Takes»      | 3:21       |
| 3.    | «Believer»               | 3:24       |
| 4.    | «Walking the Wire»       | 3:52       |
| 5.    | «Rise Up»                | 3:51       |
| 6.    | «I’ll Make It Up to You» | 4:22       |
| 7.    | «Yesterday»              | 3:25       |
| 8.    | «Mouth of the River»     | 3:41       |
| 9.    | «Thunder»                | 3:07       |
| 10.   | «Start Over»             | 3:06       |
| 11.   | «Dancing in the Dark»    | 3:53       |
| 39:12 |                          |            |

| Додаткові композиції делюкс-видання | Додаткові композиції делюкс-видання | Додаткові композиції делюкс-видання |
| #                                   | Назва                               | Тривалість                          |
| ----------------------------------- | ----------------------------------- | ----------------------------------- |
| 12.                                 | «Levitate»                          | 3:18                                |
| 13.                                 | «Not Today»                         | 4:18                                |
| 14.                                 | «Believer» (Kaskade remix)          | 3:14                                |
| 50:02                               |                                     |                                     |

| Додаткова пісня японського видання | Додаткова пісня японського видання | Додаткова пісня японського видання |
| #                                  | Назва                              | Тривалість                         |
| ---------------------------------- | ---------------------------------- | ---------------------------------- |
| 15.                                | «Roots»                            | 2:55                               |
| 52:57                              |                                    |                                    |

## Чарти
| Чарт (2017)                                          | Найвища позиція |
| ---------------------------------------------------- | --------------- |
| Австралія Australian Albums (ARIA)                   | 4               |
| Австрія Austrian Albums (Ö3 Austria)                 | 2               |
| Бельгія Belgian Albums (Ultratop Flanders)           | 6               |
| Бельгія Belgian Albums (Ultratop Wallonia)           | 2               |
| Канада Canadian Albums (Billboard)                   | 1               |
| Чехія Czech Albums (ČNS IFPI)                        | 1               |
| Данія Danish Albums (Hitlisten)                      | 6               |
| Нідерланди Dutch Albums (MegaCharts)                 | 2               |
| Фінляндія Finnish Albums (Suomen virallinen lista)   | 1               |
| Франція French Albums (SNEP)                         | 3               |
| Угорщина Hungarian Albums (MAHASZ)                   | 19              |
| Ірландія Irish Albums (IRMA)                         | 3               |
| Італія Italian Albums (FIMI)                         | 3               |
| Нова Зеландія New Zealand Albums (Recorded Music NZ) | 3               |
| Норвегія Norwegian Albums (VG-lista)                 | 1               |
| Польща Polish Albums (ZPAV)                          | 4               |
| Португалія Portuguese Albums (AFP)                   | 7               |
| Шотландія Scottish Albums (OCC)                      | 3               |
| Іспанія Spanish Albums (PROMUSICAE)                  | 3               |
| Швеція Swedish Albums (Sverigetopplistan)            | 2               |
| Швейцарія Swiss Albums (Schweizer Hitparade)         | 1               |
| Велика Британія UK Albums (OCC)                      | 3               |
| США Billboard 200                                    | 2               |
| США Top Alternative Albums (Billboard)               | 1               |
| США Top Rock Albums (Billboard)                      | 1               |

| Чарт (2017)                                  | Позиція |
| -------------------------------------------- | ------- |
| Австралія Australian Albums (ARIA)           | 28      |
| Австрія Austrian Albums (Ö3 Austria)         | 25      |
| Бельгія Belgian Albums (Ultratop Flanders)   | 35      |
| Бельгія Belgian Albums (Ultratop Wallonia)   | 49      |
| Канада Canadian Albums (Billboard)           | 12      |
| Данія Danish Albums (Hitlisten)              | 52      |
| Нідерланди Dutch Albums (MegaCharts)         | 26      |
| Німеччина German Albums (Offizielle Top 100) | 33      |
| Італія Italian Albums (FIMI)                 | 21      |
| Нова Зеландія New Zealand Albums (RMNZ)      | 26      |
| Швейцарія Swiss Albums (Schweizer Hitparade) | 20      |
| Велика Британія UK Albums (OCC)              | 72      |
| США US Billboard 200                         | 24      |